# دنیای شگفت‌انگیز (مجموعه تلویزیونی)
دنیای شگفت‌انگیز (کره‌ای: 원더풀 월드؛ انگلیسی: Wonderful World) یک مجموعه تلویزیونی محصول کره جنوبی با بازی کیم نام جو، چا اون وو، کیم کانگ وو و ایم سه می است. این مجموعه از ۱ تا ۱۳ آوریل مارس ۲۰۲۴، روزهای جمعه و شنبه ساعت ۲۱:۵۰ (کی‌اس‌تی) از ام‌بی‌سی پخش شد. این مجموعه همچنین برای استریم در دیزنی پلاس در مناطق منتخب قابل دسترسی است.

## انتشار
در نوامبر ۲۰۲۳، شرکت تولیدکننده سامهوا نتورکس اعلام کرد که یک قرارداد مجوز برای حقوق پخش این مجموعه با والت دیزنی کره امضا کرده است.